# Font del Senglar
La Font del Senglar es troba al Parc de la Serralada Litoral, la qual fou inaugurada el 15 de juliol del 2009 fruit dels treballs de l'ADF de Teià.

## Descripció
El frontal és de llamborda i el broc, per on surt l'aigua, representa el cap imponent d'un senglar. Hi ha dues piques: la primera és una teula i la de sota està feta de pedra. A continuació es forma un bassal, simulant un petit safareig d'1,5 m x 0,80 m. L'aigua baixa per canonada des d'un sorgiment natural 100 metres més amunt, al torrent del Molí. La font s'ha construït a peu de pista perquè sigui més accessible a l'excursionista i, d'altra banda, mantenir tranquil l'indret del sorgiment (poblat d'un espès canyar on nidifiquen gran quantitat d'ocells). L'entorn està molt naturalitzat: hi ha un predomini d'alzines, al costat de la font hi ha un parell de bancs i, tot just a sota, en una feixeta, hi ha dues taules amb quatre bancs on hi caben 25 o 30 persones. Sens dubte, és un bon lloc per esmorzar-hi.

## Accés
És ubicada a Teià: al final de l'asfalt del passeig de la Riera de Teià surt una pista a la dreta, amb indicadors de ruta i refugi del Vedat. La font està situada a l'esquerra de la barrera que impedeix el pas de vehicles per aquesta pista, just en deixar enrere les darreres cases. Coordenades: x=443204 y=4595877 z=206.